# ناكاهارا تشويا
ناكاهارا تشويا (باليابانية: 中原中也) (29 أبريل/نيسان 1907 – 22 أكتوبر/تشرين الأول 1937) شاعر ياباني خلال أوائل عهد شووا في اليابان. تأثر في الأصل بالدادية وأشكال أخرى من الشعر التجريبي الأوروبي (الفرنسي بشكل رئيسي)، وكان من رواد تجديد الشعر الياباني. على الرغم من وفاته في سن الثلاثين، إلا أنه كتب أكثر من 350 قصيدة. أطلق عليه الكثيرون لقب «رامبو الياباني» لتقاربه مع الشاعر الفرنسي الذي ترجم قصائده عام 1934.

## نشأته
ولد ناكاهارا تشويا في أحد مناطق محافظة ياماغوتشي في عام 1907، حيث كان والده ناكاهارا كانسوكي طبيب ذو مكانة رفيعة في الجيش. عُيّن والده في محافظة هيروشيما وكانزوا وعاد إلى ياماغوتشي في 1914. وبعد مرور عام توفي أخاه الأصغر في عام 1915 مما أثر عليه فألتفت إلى كتابة الشعر. عندما كان في المدرسة الابتدائية، قام تشويا بنشر ثلاث أبيات لأول مرة في مجلة نسائية ومجلة محلية في عام 1920، التحق تشويا بمدرسة ريتسوميكان المتوسطة في 1923 وعاش مع الممثلة ياسوكو هاسيغاوا منذ أبريل/نيسان 1924.

## مسيرته الأدبية
كان تشويا يفضّل الشعر بالشكل الياباني التقليدي، ولكن في سن المراهقة انجذب نحو الأنماط الحرة الحديثة التي دعا إليها الشاعرين تاكاهاشي شينكيشي وتوميناغا تاري. بعد انتقال تشويا إلى طوكيو التقى بكاوكامي تيتسورتارو وأوكا شوهي، حيث بدأ بنشر مجلة هاكوتشيجون (البلهاء) الشعرية، وأصبح صديقًا للناقد الأدبي المؤثر كوباياشي هيديو الذي قدمه إلى الشاعرين الفرنسيين آرثر رامبو وبول فرلان، كما تُرجمت قصائد رامبو إلى اليابانية ولم يتأثر تشويا بشعره فقط بل أصبح معروفًا بنمط حياته «البوهيمي». تبنى تشويا العد التقليدي لشعري هايكو وتانكا اليابانيين، ولكن كثيرًا ما كان يغير هذا العد ليحصل على تأثير إيقاعي. استخدم العديد من قصائده في كلمات الأغاني ربما تم حساب هذا التأثير الموسقي بعناية من البداية. رفض العديد من الناشرين أعمال تشويا لكنه وجد القبول المبدئي في أصغر المجلات الأدبية «يامامايو»، التي أطلقها تاتسو ناغاي بالاشتراك مع كوباياشي هيديو. بقي تشويا صديقًا مقربًا لكوباياشي طوال حياته على الرغم من حقيقة أن ياسوكو هاسيغاوا غادرت منزل تشويا في تشرين الثاني/نوفمبر 1925 وبدأت تعيش مع كوباياشي هيديو.
التقى تشويا في كانون الأول/ديسمبر 1927 بالموسيقار سابوري موروي الذي قام بتحويل عدد من أبيات شعره إلى موسيقى.
في نيسان/أبريل 1931، قُبل تشويا في كلية طوكيو للغات الأجنبية في كاندا لدراسة اللغة الفرنسية حيث بقي حتى مارس 1933، ثم تزوج في كانون الأول/ديسمبر 1933، وولد إبنه الأول في 1934، والذي توفي في تشرين الثاني/نوفمبر 1936، مما أدى بتشويا إلى انهيار عصبي لم يتعافى منه بالكامل، وموخرًا العديد من قصائده بدت عن ذكريات ومحاولات للتخفيف عن نفسه من هذا الألم الهائل.
نقل تشويا إلى المستشفى في شيبا في كانون الثاني/يناير 1937. خرج وعاد إلى كاماكورا في شباط/فبراير تاركًا عددًا من أعماله مع كوباياشي هيديو. كان يضع خططًا للعوده إلى مسقط رأسه في ياماغوتشي قبل أن يتوفى في تشرين الأول/أكتوبر 1937 عن عمر يناهز الثلاثين عامًا بسبب التهاب السحايا الدماغية ودفن في مسقط رأسه في ياماغوتشي.

## ما بعد وفاته
ظهرت واحدة فقط من مختارات شعره تدعى ياغي نو أوتا «أغاني الماعز»، (في طبعة ذاتية التمويل من مائتي نسخة) حينما كان على قيد الحياة في 1934 كما قام بتحرير مجموعة ثانية تدعى أراشي هاي نو أوتا «أغاني الأيام الغابرة». بينما لا زال على قيد الحياة لم يكن تشويا محصورًا بين التيار السائد للشعراء لكن أبيات شعره كانت واسعة ومتزايدة حتى يومنا هذا. أصبح تشويا الآن موضوعًا للدراسة في المدارس اليابانية كما أن صورته مع القبعة أصبحت معروفة جيدًا. أصبح كوباياشي هيديو -الذي كلفه تشويا مخطوطة «أراشي هاي نو أوتا» على فراش موته- مسؤولًا عن الترويج لأعماله بعد وفاته. جمع أوكا شوهي وحرر الأعمال الكاملة لناكاهارا تشويا التي تحتوي على مجموعة كاملة من قصائده غير المحصلة والمجلات والعديد من الرسائل.
في عام 1996، تأسست جائزة ناكاهارا تشويا الأدبية بدعم من الناشرين سيديوشا وكادوكاوا شوتين في مدينة ياماغوتشي في ذكرى تشويا. تقدم الجائزة سنويًا لمجموعة رائعة من الشعر المعاصر وتتميز «بالحساسية الجديدة». يحصل الفائز على جائزة نقدية قدرها مليون ين ياباني. تم ترجمة ونشر المجموعة الفائزة باللغة الإنجليزية لسنوات عديدة حتى توقفت إدارة الجائزة عن ترجمتها.
سجل المغني كازكي توموكاوا ذو الشعبية الهائلة ألبومين بعنوان (أوري نو أوشيدي ناريماني أوتا وناكاهارا تشويا ساكونيشي) مستخدمًا قصائد تشويا ككلمات لأغانيه.
في أنمي ياماتو سفينة الفضاء 2199 غالبًا ما ينظر ضابط العلوم شيرو سانادا إلى مجموعة من قصائد تشويا.
أستوحي تشويا كشخصية في أنمي بونغو ستراي دوغز الياباني.